# Amtshauptmannschaft
Amtshauptmannschaft hießen vom 19. Jahrhundert bis 1938 die Verwaltungsbezirke der unteren Ebene im Königreich bzw. Freistaat Sachsen.

## Entstehung
Die Amtshauptmannschaften waren im Zuge der ersten sächsischen Verwaltungsreform nach den schweren territorialen Verlusten des Königreichs am Ende der Napoleonischen Zeit im Juni 1816 angeordnet worden, um den Erfordernissen einer modernen Verwaltung besser entsprechen zu können. Hierzu schienen die Ämter des frühneuzeitlichen Ständestaats nicht mehr geeignet, vor allem aufgrund ihrer uneinheitlichen Größe und Struktur, insbesondere auch wegen ihrer territorialen Uneinheitlichkeit (Überschneidung der Zuständigkeitsbereiche, Zersplitterung, vgl. die Liste der Kreise und sonstigen Gebiete Kursachsens). Auch nach den sächsischen Verwaltungsreformen der 1830er Jahre blieben sie in der alten Form als Einmannbehörden weiter bestehen. Ihr Wirkungsbereich erstreckte sich, wie bisher, auf Aufsicht und Kontrolle über einen festabgegrenzten Amtsbezirk. Dort hatten die Amtshauptleute sowohl die allgemeine Verwaltung als auch die Justiz der untersten Instanz zu besorgen. Die Trennung von Justiz und Verwaltung war eine der Forderungen der Revolution von 1848/49.

## 1850er Jahre
Durch das Gesetz vom 11. August 1855 wurde die Rechtsprechung in erster Instanz von den alten traditionellen Ämtern auf neuzubildende Gerichtsämter und Bezirksgerichte übertragen. Die Gerichtsämter besaßen aber neben der Justizhoheit zugleich auch die Verwaltungshoheit. Obwohl damit auf der untersten Ebene immer noch keine Trennung von Justiz und Verwaltung erfolgt war, stellten die durch dieses Gesetz getroffenen Neuerungen trotzdem einen Wendepunkt für die staatliche Lokalverwaltung dar, denn durch die Einrichtung der Gerichtsämter war es möglich geworden, die mittelalterliche Ämterverfassung aufzulösen. 1856 traten an die Stelle der alten Ämter 14 Amtshauptmannschaften, die in Verwaltungsangelegenheiten über den Gerichtsämtern standen, während in Justizangelegenheiten auf der zweiten Ebene nun die neuen 19 Bezirksgerichte zuständig waren.

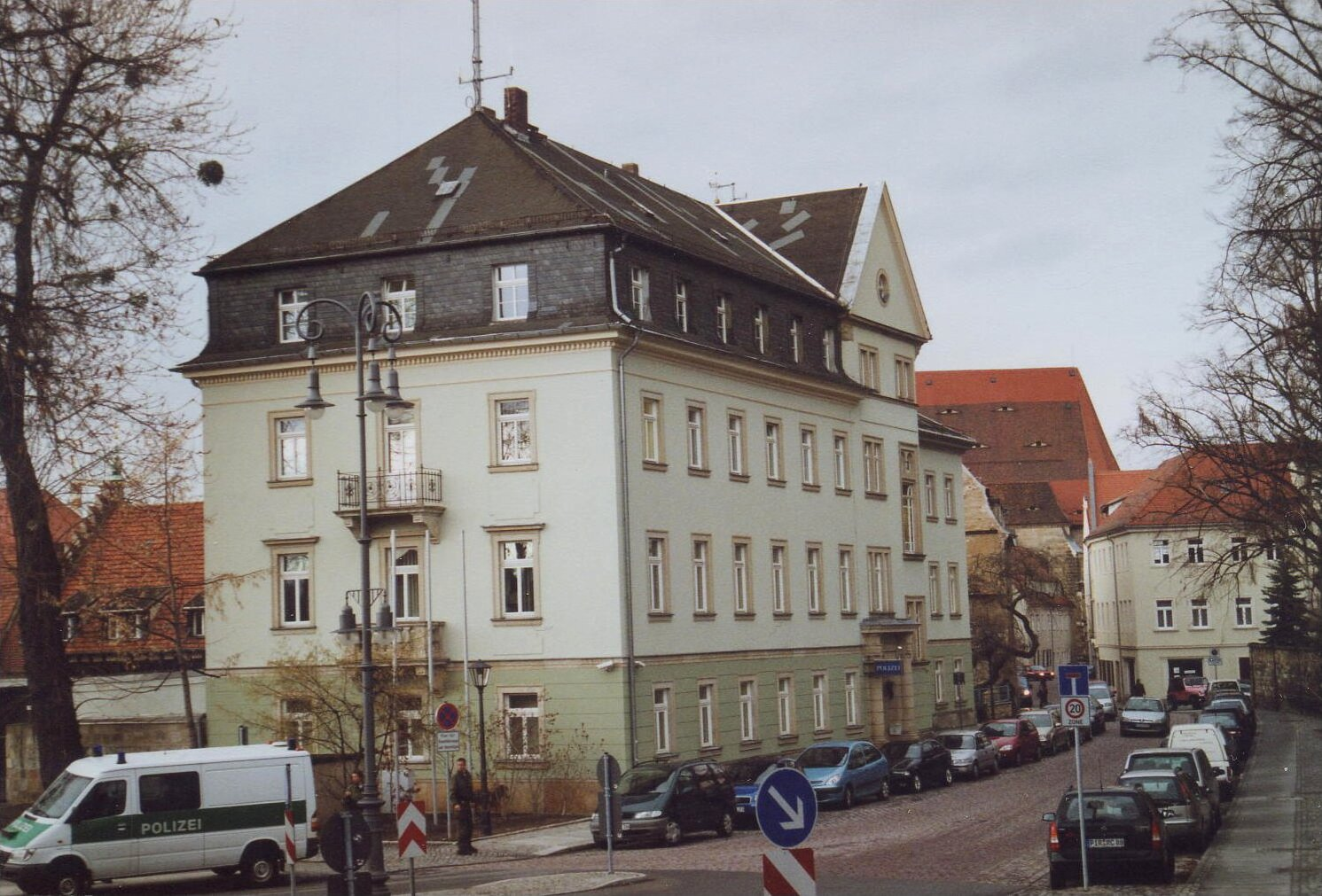
Ehem. Sitz der Amtshauptmannschaft Pirna

Der rasche Aufschwung der sächsischen Wirtschaft im Zeitalter des Industriekapitalismus und das Anwachsen der Bevölkerung erforderten eine intensivere und differenziertere Arbeit in der Lokalverwaltung. Die 1856 geschaffenen Unterinstanzen mit der immer noch nicht beseitigten und modernen Verwaltungsgrundsätzen widersprechenden Verbindung von Justiz und Verwaltung konnten den erhöhten Anforderungen nicht mehr genügen. Eine neuerliche Verwaltungsreform verwirklichte endlich die längst überfällige, bereits Jahre zuvor angekündigte Trennung der beiden Ressorts auf der untersten Ebene. Die Gerichtsämter verloren die Verwaltungshoheit und waren nur noch Justizbehörden. Als unterste Verwaltungsbehörden traten die Amtshauptmannschaften an ihre Stelle. Sie wurden zu festorganisierten, bürokratischen Behörden mit dem Amtshauptmann an der Spitze. Das Personal bestand aus einem oder mehreren Juristen und Sekretären sowie dem erforderlichen Kanzleipersonal. Ihr Wirkungskreis erstreckte sich als unterste Instanz der Landesverwaltung auf alle Angelegenheiten, für die die Gemeindebehörden nicht zuständig waren bzw. keine besonderen Behörden bestanden. Sie führten die Aufsicht über die Gemeinden, überwachten die örtliche Polizeiverwaltung oder übten diese, soweit sie der Gemeinde nicht überlassen war, selbst aus. Zu den Polizeiangelegenheiten, für die die Amtshauptmannschaften zuständig waren, gehörten außer der Sicherheitspolizei auch die Armen- und die Medizinalfürsorge, die Aufsicht über Handel, Gewerbe sowie die Land- und Forstwirtschaft. Hinzu kamen Bau- und Feuerpolizei, Versicherungsangelegenheiten und Sparkassenwesen sowie das Personalstandswesens. Darüber hinaus übernahmen sie noch die Geschäfte der bisherigen Straßen- und Wasserbaukommissionen.

## 1870er Jahre
Angesichts der den Amtshauptmannschaften 1873 neu zugemessenen Aufgaben hatten die Behörden weit mehr Arbeit als vorher zu bewältigen. Deshalb mussten deren Zahl vergrößert und damit die Verwaltungsgrenzen in Sachsen neu gezogen werden. Seit 1874 war das Land in 25 Amtshauptmannschaften gegliedert, die wiederum vier Kreishauptmannschaften unterstellt waren. Hinzu kamen die unabhängigen Stadtbezirke Leipzig, Dresden und Chemnitz sowie die noch nicht vollständig in die Staatsverwaltung eingegliederten Schönburgischen Herrschaften.
Zwei oder drei Amtshauptmannschaften waren in so genannten Bezirksverbände zusammengefasst, für die eine Bezirksversammlung als Kommunalvertretung gewählt wurde. Dafür galt bis 1918 ein strenges Zensuswahlrecht.

## Erster Freistaat Sachsen
Nach der Novemberrevolution von 1918 änderte sich auf der untersten Ebene der Kommunalverwaltung nur wenig. Der Rat der Volksbeauftragten (Bezeichnung der neuen revolutionären Regierung in den Jahren 1918/19) bestätigte die alte Ordnung. Die Amtshauptmannschaften erhielten ihre Weisungen auch weiterhin nur von den zuständigen Ministerien. Sie unterstanden für eine Übergangszeit der zusätzlichen Kontrolle durch die Arbeiter- und Soldatenräte. Zu allen wichtigen Verhandlungen waren deshalb Vertreter dieser Räte hinzuzuziehen, bzw. sie hatten an allen Sitzungen der Bezirksausschüsse teilzunehmen. Eingriffe der Räte in das eigentliche Verwaltungsgeschehen wurden von der Regierung der Volksbeauftragten nicht gestattet. Nachdem im Februar 1919 die sächsische Volkskammer und die Gemeinderäte demokratisch gewählt worden waren, entfiel die Kontrolle der Amtshauptmannschaften durch die Arbeiter- und Soldatenräte.
Im Juli 1919 erfolgte die Wahl der aus 40 Abgeordneten zu bildenden neuen Bezirksversammlungen auf demokratischer Grundlage nach den Grundsätzen der Verhältniswahl. Die Bezirksversammlung wählte einen Vorsitzenden und dessen Stellvertreter. Im Einvernehmen mit dem Amtshauptmann hatte der Vorsitzende die Bezirksversammlung einzuberufen. Die Leitung der Versammlungen lag in den Händen des Vorsitzenden. Der Amtshauptmann nahm an den Versammlungen teil.

## Drittes Reich
Die Nationalsozialisten beseitigten nach 1933 auch auf der Ebene der Amtshauptmannschaften jegliche demokratische Verwaltungsprinzipien. Vom März 1935 an wurde die Wählbarkeit für den Bezirkstag an die Mitgliedschaft in der NSDAP gebunden. Zwei Jahre später erfolgte juristisch die Auflösung und vollkommene Entmachtung der Selbstverwaltungsorgane. Die Bezirkstage wurden aufgehoben. Ihre Befugnisse gingen auf die Amtshauptleute über. Mit der Dritten Verordnung über den Neuaufbau des Reiches vom 28. November 1938 wurden die Amtshauptmannschaften ab dem 1. Januar 1939 in Landkreis und der Amtshauptmann in Landrat umbenannt.

## Liste der Amtshauptmannschaften
Die Auflistung der um 1900 bestehenden Amtshauptmannschaften findet sich unter Königreich Sachsen #Verwaltungsgliederung des Königreiches.